# Léa Fontaine
Léa Fontaine (* 7. Dezember 2001) ist eine französische Judoka. Sie gewann bei Europameisterschaften bis 2024 eine Silber- und eine Bronzemedaille im Schwergewicht.

## Sportliche Karriere
Fontaine gewann 2018 bei den Kadetten-Europameisterschaften. 2019 wurde sie Junioreneuropameisterin und Fünfte der Juniorenweltmeisterschaften. Bei den französischen Meisterschaften in der Erwachsenenklasse wurde Fontaine 2019 Zweite hinter Julia Tolofua. 2020 wurde Fontaine Junioreneuropameisterin mit einem Finalsieg über die Niederländerin Marit Kamps.
Bei den Europameisterschaften 2021 in Lissabon erreichte Fontaine das Finale und wurde Zweite hinter der Türkin Kayra Sayit. Bei den Weltmeisterschaften 2021 in Budapest verlor sie ihren Auftaktkampf. Mit dem Mixed-Team erreichte sie das Finale und gewann Silber hinter der japanischen Mannschaft. Im September 2021 erkämpfte Fontaine die Goldmedaille bei den Junioreneuropameisterschaften mit einem Finalsieg über ihre Landsfrau Coralie Hayme. Bei den Juniorenweltmeisterschaften unterlag sie im Viertelfinale der Türkin Hilal Öztürk, erkämpfte danach aber eine Bronzemedaille. Beim Grand-Slam-Turnier in Paris wurde Fontaine 2021 Zweite hinter der Israelin Raz Hershko. Bei den französischen Meisterschaften belegte sie 2021 ebenfalls den zweiten Platz, hier siegte Julia Tolofua.
Im April 2022 gelang Léa Fontaine beim Turnier in Antalya ihr erster Grand-Slam-Sieg, im Finale besiegte sie Raz Hershko. Im November wurde Fontaine französische Meisterin vor Anne M’Bairo. Ein Jahr später unterlag sie M’Bairo. Bei den Europameisterschaften 2024 in Zagreb unterlag Fontaine im Viertelfinale der Türkin Kayra Özdemir, gegen die sie unter dem Namen Kayra Sayit bereits drei Jahre zuvor das Europameisterschaftsfinale verloren hatte. Mit zwei Siegen danach erkämpfte sich Fontaine in Zagreb eine Bronzemedaille. Vier Wochen später verlor sie im Viertelfinale der Weltmeisterschaften in Abu Dhabi gegen Hilal Öztürk und belegte den siebten Platz.